# Thai Dai Van Nguyen
Van Nguyen (* 12. prosince 2001), celým jménem Thai Dai Van Nguyen, je český šachista a nejmladší český šachový velmistr v historii. Oficiálně se velmistrem stal dle vydání žebříčku Elo v lednu 2018, tedy zhruba měsíc po svých šestnáctých narozeninách. Mistr Evropy do 18 let z roku 2019. Má tři bratry, kteří všichni hráli šachy, ale on jako jediný dosáhl profesionální úrovně. V roce 2024 získal zlatou medaili na šachové olympiádě.

## Šachová kariéra
Šachy se začal učit od svého otce, podnikatele vietnamského původu. Jeho prvním klubem byl ŠK Smíchov, odkud v roce 2010 přestoupil do Beskydské šachové školy. V roce 2011 Nguyen vyhrál mistrovství ČR chlapců do 10 let, v letech 2012 a 2013 do 12 let. Na Mistrovství Evropy mládeže do 12 let z roku 2013 pak získal bronz.
27. února 2016 Nguyen obsadil na velmistrovském turnaji v Kecskemétu 4. místo a splnil svoji druhou normu mezinárodního mistra, načež se po zisku 3. normy v české šachové extralize stál nejmladším českým mezinárodním mistrem o 15 dní před Davidem Navarou.
V roce 2017 se účastnil budapešťských mezinárodních turnajů First Saturday, kde dvakrát vyhrál a obdržel velmistrovské normy. Na Mistrovství světa mládeže do 16 let obsadil 6. místo. V lednu 2018, kdy se stál velmistrem, byl označen dosavadním rekordmanem Davidem Navarou, jenž získal velmistrovský titul těsně před svými 17. narozeninami, za „nejnadějnějšího českého hráče“. Ve stejném roce dostal motivační cenu Vratislava Hory od Šachového svazu ČR.
Při prvním Prague International Chess Festival v roce 2019 se účastnil skupiny Challengers, kde skončil na 7. místě, mimo jiné před velkým indickým talentem Praggnanandhou. Poté sehrál několik oddělených zápasů, v červnu porazil v Praze Nizozemce Jana Timmana v rapid šachu 7:3.O jedním z největších úspěchů své kariéry se zapříčinil v srpnu téhož roku, kdy se stál mistrem Evropy do 18 let, načež se poprvé dostal do dospělé reprezentace na mistrovství Evropy družstev.
V následujících letech pokračoval v růstu a postupně se prosazoval mezi top 100 nejlepší světové hráče. V roce 2024 přišla jeho dosud nejúspěšnější sezóna. Na Prague International Chess Festival 2024 obsadil druhé místo v turnaji Masters, kde skončil před  Gukeshem (který se o půl roku později stal mistrem světa) a indickým supertalentem Praggnanandhou, hráčem světové špičky. Výjimečný výkon podal také na Šachové olympiádě, kde získal individuální zlatou medaili s výsledkem 9 bodů z 10. V prosinci 2024 se poprvé stal českou šachovou jedničkou, když se dostal na první místo žebříčku. V lednu 2025 zvítězil na turnaji Tata Steel Challengers a zajistil si tak postup do prestižní skupiny Tata Steel Masters, přezdívané „šachový Wimbledon“, pro rok 2026.
Kromě ŠK Smíchov a BŠŠ hrál za týmy ŠK JOLY Lysá nad Labem, Unichess a 1. Novoborský ŠK.